# Emulation Lodge of Improvement
Emulation Lodge of Improvement (Ложа усовершенствования Эмулейшн, Стремящаяся к совершенству, Эмуляционная ложа совершенствования) является инструкционной ложей, которая впервые собралась 2 октября 1823 года, и которая находится в ведении ложи «Союза» № 256, под конституцией Объединённой великой ложи Англии. Подобное подчинение позволяет проводить качественный отбор среди действительных мастеров-масонов желающих стать членами этой ложи. Целью создания ложи является — сохранение масонского ритуала таким, каким он был официально принят в Объединенной великой ложе Англии (ОВЛА) в 1816 году, а также с изменениями, которые были внесены в начале.

## История
После образования союза, в 1813 году (в декабре того же года), потребовалась стандартизация нового ритуала. Стандартизация проводилась в Объединенной великой ложе Англии с одобрения великих лож Ирландии и Шотландии. Результатом этого стал Международный компакт (договор), который регулирует отношения между тремя великими ложами.

## Ритуал Эмулейшн
Ритуалы для использования в Объединенной великой ложе Англии и в ложах под её конституцией были выработаны в «ложе примирения», созданной во время начала объединения великих лож «Современных» и «Древних» в 1813 году. Ритуал был утверждён и включён в ОВЛА в июне 1816 года. Эта работа по утверждению и включению легла в основу «Системы Эмулейшн» с момента её создания в 1823 году. А политика комитета Emulation Lodge of Improvement была направлена на сохранение ритуала, как можно ближе к тому виду в котором она была утверждена великой ложей, позволяя только те изменения, которые были утверждены великой ложей и установившейся практикой. Ритуал Эмулейшн берёт своё название от Emulation Lodge of Improvement, а не наоборот.
Наиболее заметные изменения были сделаны в 1964 году, когда была утверждена альтернативная форма с отсылкой на древние штрафы, а затем в 1986 году, когда согласно резолюции ОВЛА было предписано, что так называемые «клятва кровью» и «символические штрафы» должны быть удалены из обязательств во время посвящения кандидатов в три масонские степени или инсталляции досточтимого мастера.

## Серебряная коробочка
Когда какой-либо брат выступает в качестве мастера-демонстратора для любой из демонстрируемых церемоний, и выполняет все действия быстро и чётко, он получает в первый раз в качестве поощрения небольшую серебряную коробочку (размером со спичечный коробок). Впоследствии на ней выгравировываются дополнительные надписи, которые добавляются после каждой из четырех правильно и чётко исполненных церемоний.